# Hemerobius pennii
Hemerobius pennii is een insect uit de familie van de bruine gaasvliegen (Hemerobiidae), die tot de orde netvleugeligen (Neuroptera) behoort. 
Hemerobius pennii is voor het eerst wetenschappelijk beschreven door Monserrat in 1996.